# Ville de La Ciotat
Die Ville de La Ciotat war ein 1892 in Dienst gestelltes Passagierschiff der französischen Reederei Messageries Maritimes, das Passagiere und Fracht von Marseille nach Australien, Neukaledonien und später China beförderte. Am 24. Dezember 1915 wurde das Schiff im Mittelmeer von einem deutschen U-Boot versenkt, wobei 81 zivile Passagiere und Besatzungsmitglieder ums Leben kamen.

## Das Schiff
Das 6.461 BRT große Dampfschiff Ville de La Ciotat wurde 1892 auf der Werft Chantiers Navals de La Ciotat in der südfranzösischen Hafenstadt La Ciotat gebaut. Das aus Eisen gebaute Passagier- und Frachtschiff war 148 Meter lang, 15,2 Meter breit und hatte eine Seitenhöhe von 11,2 Metern. Die Dreifachexpansions-Dampfmaschine, die eine Einzelschraube antrieb, leistete 7.500 PS und ermöglichten eine Geschwindigkeit von 17,5 Knoten (32,4 km/h). Das Schiff hatte eine Tragfähigkeit von 4.200 Tonnen und eine Verdrängung von 10.790 Tonnen.
Das Schiff lief am 10. April 1892 vom Stapel und wurde im folgenden November fertiggestellt. Ursprünglich sollte der Dampfer auf den Namen Malaisien getauft werden, wurde dann aber nach der Stadt La Ciotat benannt. Am 3. Dezember 1892 lief die Ville de La Ciotat zu ihrer Jungfernfahrt nach Australien und Nouméa aus. An Bord war Platz für 172 Passagiere der Ersten, 71 Passagiere der Zweiten und 109 Passagiere der Dritten Klasse. Auf Kurzstrecken konnten weitere 239 Deckpassagiere mitgeführt werden. 1903 wurde der bis dahin schwarze Rumpf weiß gestrichen. Im Juni 1915 wurde die Ville de La Ciotat als Truppentransporter angefordert, um russische Soldaten von Wladiwostok nach Shanghai zu bringen. Schon im Juli 1915 wurde die Requisition aufgehoben. Das Schiff blieb aber weiterhin auf der Route in den Fernen Osten.
Die Ville de La Ciotat war das zuletzt fertiggestellte in einer Reihe von vier identischen Schwesterschiffen, die für den Passagier- und Frachtverkehr nach Australien gebaut wurden. Die anderen waren die Polynésien (1890), die Australien (1890) und die Armand Béhic (1892). Die drei Vorgänger hatten sich bereits auf der Route etabliert. Alle vier Schiffe waren um die 6400 BRT groß, hatten zwei Schornsteine, einen vierblättrigen Propeller sowie drei Masten mit der Takelage einer Bark.
Die vier Schiffe standen in direkter Konkurrenz zu vier neuen Linienschiffen der britischen Peninsular and Oriental Steam Navigation Company auf der gleichen Route, der Victoria (1887), Britannia (1887), Arcadia (1888) und Oceania (1888). Die Armand Béhic überstand als einziges der Vierergruppe den Seekrieg im Ersten Weltkrieg und wurde 1924 abgewrackt. Die Polynésien wurde am 10. August 1918 vor Valletta von UC 22 versenkt (19 Tote) und die Australien von UC 54 am 19. Juli 1918 vor Cap Bon (20 Tote).

## Versenkung
Am Freitag, dem 24. Dezember 1915 wurde der Dampfer im Mittelmeer von U 34 gesichtet. U 34 war ein deutsches U-Boot des Typs U 31, das sich unter dem Kommando des 32-jährigen Kapitänleutnants Claus Rücker auf Feindfahrt befand. Die Ville de La Ciotat befand sich mit 181 Besatzungsmitgliedern und 135 Passagieren an Bord unter dem Kommando von Kapitän Jules Levêque auf dem Weg von Shanghai nach Marseille. Unter der Ladung waren Medizin und Kleidung für italienische Soldaten. Gegen 22.15 Uhr an Heiligabend torpedierte das U-Boot das Passagierschiff 105 Seemeilen südwestlich von Kap Tenaro an der Südspitze der griechischen Halbinsel Mani ohne Vorwarnung.
Der Dampfer ging innerhalb weniger Minuten unter. 35 Passagiere und 46 Besatzungsmitglieder kamen durch die Explosion ums Leben oder ertranken, darunter mehrere Frauen und Kinder. Das britische Frachtschiff Meroe der Reederei James Moss & Company suchte am Unglücksort eineinhalb Stunden nach Überlebenden und brachte insgesamt 208 Menschen nach Malta. Die übrigen Überlebenden wurden von anderen Schiffen geborgen.